# Katarina Ježić
Katarina Ježić, née le 19 décembre 1992 à Zagreb, est une handballeuse internationale croate qui évolue au poste de pivot. 

## Palmarès

### En club
compétitions internationales
- vainqueur de la coupe EHF en 2019 (avec Siófok KC)
- finaliste de la Ligue des champions en 2014 (avec Budućnost Podgorica)

compétitions nationales
- championne du Monténégro en 2013 et 2014 (avec Budućnost Podgorica)

### Distinctions individuelles
- élue meilleure pivot du championnat d'Europe junior en 2011[2]